# Olympische Sommerspiele 1992/Unabhängige Teilnehmer
| Gelbes Symbol für Goldmedaillen mit stilisierten Olympischen Ringen | Graues Symbol für Silbermedaillen mit stilisierten Olympischen Ringen | Braundes Symbol für Bronzemedaillen mit stilisierten Olympischen Ringen |
| ------------------------------------------------------------------- | --------------------------------------------------------------------- | ----------------------------------------------------------------------- |
| —                                                                   | 1                                                                     | 2                                                                       |

An den Olympischen Sommerspielen 1992 in Barcelona nahmen 58 unabhängige Athleten teil. Davon kamen 52 aus der Bundesrepublik Jugoslawien und sechs aus Mazedonien: Die Leichtathletin Elisabeta Pawlowska, die Kanuten Lazar Miloević und Lazar Popovski, die Schwimmer Kire Filipovski und Nataša Meškovska sowie der Ringer Zoran Šorov. Insgesamt nahmen 39 Männer und 19 Frauen als unabhängige Athleten teil. Es wurden dabei drei Medaillen gewonnen, alle im Sportschießen.
Die Bundesrepublik Jugoslawien (das spätere Serbien und Montenegro) stand unter Sanktionen der Vereinten Nationen und durften daher nicht regulär an Olympischen Spielen teilnehmen, jedoch wurde 52 Athleten die Teilnahme unter der olympischen Fahne erlaubt. Mazedonien war nicht von Sanktionen betroffen, hatte nach der Unabhängigkeit von Jugoslawien jedoch noch kein eigenes Nationales Olympisches Komitee.

## Silber
| Name          | Sportart | Wettkampf                     |
| ------------- | -------- | ----------------------------- |
| Jasna Šekarić | Schießen | Frauen, Luftpistole, 10 Meter |

## Bronze
| Name              | Sportart | Wettkampf                               |
| ----------------- | -------- | --------------------------------------- |
| Aranka Binder     | Schießen | Frauen, Luftgewehr, 10 Meter            |
| Stevan Pletikosić | Schießen | Männer, Kleinkaliber, liegend, 50 Meter |

## Teilnehmer nach Sportarten

### Fechten
Frauen
- Tamara Savić-Šotra
Florett, Einzel: 31. Platz

### Judo
| Männer - Miroslav Jočić Leichtgewicht: 22. Platz - Mitar Milinković Schwergewicht: 21. Platz - Dano Pantić Halbschwergewicht: 21. Platz | Frauen - Leposava Marković Ultraleichtgewicht: 20. Platz |

### Kanu
Männer
- Milan Ðorđević
Kajak-Einer, Slalom: 39. Platz

- Srđan Marilović
Kajak-Einer, 1000 Meter: Hoffnungslauf
Kajak-Zweier, 1000 Meter: Hoffnungslauf

- Lazar Miloević
Canadier-Einer, Slalom: 31. Platz

- Lazar Popovski
Kajak-Einer, Slalom: 34. Platz

- Žarko Vekić
Kajak-Einer, 500 Meter: Hoffnungslauf
Kajak-Zweier, 1000 Meter: Hoffnungslauf

### Leichtathletik
| Männer - Slobodan Branković 400 Meter: Viertelfinale - Dejan Jovković 200 Meter: Vorläufe - Dragan Perić Kugelstoßen: 7. Platz - Slobodan Popović 800 Meter: Vorläufe - Dragutin Topić Hochsprung: 8. Platz - Stevan Zorić Hochsprung: 29. Platz in der Qualifikation | Frauen - Suzana Ćirić 10.000 Meter: Vorläufe - Tamara Malešev Weitsprung: 22. Platz in der Qualifikation - Elisabeta Pawlowska 100 Meter Hürden: Vorläufe |

### Radsport
Männer
- Mićo Brković
100 Kilometer Mannschaftszeitfahren: 18. Platz

- Radiša Čubrić
Straßenrennen: 78. Platz
100 Kilometer Mannschaftszeitfahren: 18. Platz

- Aleksandar Milenković
Straßenrennen: 42. Platz
100 Kilometer Mannschaftszeitfahren: 18. Platz

- Dušan Popeskov
Punktefahren DNF/Vorläufe

- Mikoš Rnjaković
Straßenrennen: DNF
100 Kilometer Mannschaftszeitfahren: 18. Platz

### Rhythmische Sportgymnastik
Frauen
- Majda Milak
Einzel: 32. Platz in der Qualifikation

- Kristina Radonjić
Einzel: 33. Platz in der Qualifikation

### Ringen
Männer
- Zoran Galović
Bantamgewicht, griechisch-römisch: 2. Runde

- Miloš Govedarica
Schwergewicht, griechisch-römisch: 9. Platz

- Pajo Ivošević
Halbschwergewicht, griechisch-römisch: 2. Runde

- Goran Kasum
Mittelgewicht, griechisch-römisch: 6. Platz

- Milan Radaković
Superschwergewicht, griechisch-römisch: 10. Platz

- Senad Rizvanović
Fliegengewicht, griechisch-römisch: 8. Platz

- Nandor Sabo
Leichtgewicht, griechisch-römisch: 2. Runde

- Zoran Šorov
Bantamgewicht, Freistil: 3. Runde

- Željko Trajković
Weltergewicht, griechisch-römisch: 4. Runde

### Rudern
Männer
- Vladimir Banjanac & Lazo Pivač
Zweier ohne Steuermann: 14. Platz

### Schießen
| Männer - Goran Maksimović Luftgewehr: 5. Platz Kleinkaliber, Dreistellungskampf: 17. Platz Kleinkaliber, liegend: 31. Platz - Nemanja Mirosavljev Luftgewehr: 5. Platz Kleinkaliber, Dreistellungskampf: 17. Platz - Stevan Pletikosić Kleinkaliber, liegend: Bronze | Frauen - Aranka Binder Luftgewehr: Bronze - Aleksandra Ivošev Kleinkaliber, Dreistellungskampf: 14. Platz - Lidija Mihajlović Luftgewehr: 17. Platz Kleinkaliber, Dreistellungskampf: 33. Platz - Eszter Poljak Luftpistole: 42. Platz - Jasna Šekarić Luftpistole: Silber Sportpistole: 6. Platz |

### Schwimmen
| Männer - Kire Filipovski 100 Meter Schmetterling: 43. Platz 200 Meter Schmetterling: 39. Platz - Mladen Kapor 50 Meter Freistil: 23. Platz 100 Meter Freistil: 30. Platz | Frauen - Darija Alauf 100 Meter Rücken: 40. Platz 200 Meter Rücken: 37. Platz - Nataša Meškovska 100 Meter Schmetterling: 35. Platz 200 Meter Schmetterling: 18. Platz |

### Synchronschwimmen
Frauen
- Maja Kos
Einzel: Vorläufe
Duell: 18. Platz

- Vanja Mičeta
Einzel: Vorläufe
Duell: 18. Platz

- Marija Senica
Einzel: 21. Platz

### Tennis
Männer
- Srđan Muškatirović
Einzel: 1. Runde

### Tischtennis
| Männer - Slobodan Grujić Doppel: Viertelfinale - Zoran Kalinić Einzel: Gruppenphase - Ilija Lupulesku Einzel: Gruppenphase Doppel: Viertelfinale | Frauen - Jasna Fazlić Einzel: Gruppenphase Doppel: Gruppenphase - Gordana Perkučin Doppel: Gruppenphase |